# Matts Olsson
Matts Anton Olsson (ur. 1 grudnia 1988 w Karlstad) – szwedzki narciarz alpejski, brązowy medalista mistrzostw świata.

## Kariera
Pierwszy raz na arenie międzynarodowej pojawił się 21 lutego 2004 roku w Borlänge, gdzie w zawodach FIS Race zajął 24. miejsce w slalomie. W 2006 roku wystartował na mistrzostwach świata juniorów w Quebecu, gdzie jego najlepszym wynikiem było szóste miejsce w supergigancie. Na rozgrywanych rok później mistrzostwach świata juniorów w Altenmarkt zdobył srebrny medal w zjeździe i brązowy w gigancie. Ponadto podczas mistrzostw świata juniorów w Formigal zdobył brązowy medal w gigancie oraz złoty w kombinacji.
W zawodach Pucharu Świata zadebiutował 28 października 2007 roku w Sölden, gdzie nie zakwalifikował się do pierwszego przejazdu giganta. Pierwsze pucharowe punkty wywalczył 28 lutego 2009 roku w Kranjskiej Gorze, zajmując 26. miejsce w tej samej konkurencji. Na podium zawodów tego cyklu po raz pierwszy stanął 29 stycznia 2017 roku w Garmisch-Partenkirchen, zajmując drugie miejsce w gigancie. Rozdzielił tam Austriaka Marcela Hirschera i Niemca Stefana Luitza. Najlepsze wyniki osiągnął w sezonie 2016/2017, kiedy zajął 32. miejsce w klasyfikacji generalnej, a w klasyfikacji giganta był ósmy.
W 2014 roku wystartował na igrzyskach olimpijskich w Soczi, kończąc giganta na czternastej pozycji. Podczas igrzysk w Pjongczangu w tej samej konkurencji był dziesiąty. W 2011 roku wspólnie z kolegami i koleżankami z reprezentacji wywalczył brązowy medal w rywalizacji drużynowej na mistrzostwach świata w Garmisch-Partenkirchen. Był też między innymi piąty w gigancie podczas mistrzostw świata w Vail/Beaver Creek. W 2017 po raz kolejny wystąpił na mistrzostwach świata, tym razem odbywających się w Sankt Moritz, gdzie zajął szóste miejsce. W 2018 roku po raz drugi uczestniczył na zimowych igrzyskach olimpijskich. W gigancie uplasował się wtedy na 10. pozycji. Rok po igrzyskach wystartował na mistrzostwach świata w Åre. Ponownie wystartował tylko w gigancie, zajmując szesnaste miejsce.

## Osiągnięcia

### Igrzyska olimpijskie
| Miejsce | Dzień     | Rok  | Miejscowość | Konkurencja | Czas biegu | Strata | Zwycięzca       |
| ------- | --------- | ---- | ----------- | ----------- | ---------- | ------ | --------------- |
| 14.     | 19 lutego | 2014 | Soczi       | Gigant      | 2:45,29    | +1,77  | Ted Ligety      |
| 10.     | 18 lutego | 2018 | Pjongczang  | Gigant      | 2:18,04    | +2,66  | Marcel Hirscher |

### Mistrzostwa świata
| Miejsce | Dzień     | Rok  | Miejscowość       | Konkurencja | Czas biegu  | Strata  | Zwycięzca            |
| ------- | --------- | ---- | ----------------- | ----------- | ----------- | ------- | -------------------- |
| 28.     | 6 lutego  | 2007 | Åre               | Supergigant | 1:14,30 min | +1,51 s | Patrick Staudacher   |
| 36.     | 11 lutego | 2007 | Åre               | Zjazd       | 1:44,68 min | +3,37 s | Aksel Lund Svindal   |
| 24.     | 9 lutego  | 2011 | Ga-Pa             | Supergigant | 1:38,31 min | +4,24 s | Christof Innerhofer  |
| 18.     | 18 lutego | 2011 | Ga-Pa             | Gigant      | 2:10,56 min | +1,63 s | Ted Ligety           |
| 3.      | 16 lutego | 2011 | Ga-Pa             | Drużynowo   | -           | -       | Francja              |
| 32.     | 6 lutego  | 2013 | Schladming        | Supergigant | 1:23,96 min | +3,30 s | Ted Ligety           |
| 18.     | 15 lutego | 2013 | Schladming        | Gigant      | 2:28,92 min | +4,41 s | Ted Ligety           |
| 5.      | 13 lutego | 2015 | Vail/Beaver Creek | Gigant      | 2:34,16 min | +1,23 s | Ted Ligety           |
| 6.      | 17 lutego | 2017 | Sankt Moritz      | Gigant      | 2:13,31 min | +0,93 s | Marcel Hirscher      |
| 16.     | 15 lutego | 2019 | Åre               | Gigant      | 2:22,24     | +2,00 s | Henrik Kristoffersen |

### Mistrzostwa świata juniorów
| Miejsce | Dzień     | Rok  | Miejscowość | Konkurencja | Czas biegu  | Strata  | Zwycięzca            |
| ------- | --------- | ---- | ----------- | ----------- | ----------- | ------- | -------------------- |
| 23.     | 2 marca   | 2006 | Québec      | Zjazd       | 1:27,26 min | +2,34 s | Christopher Beckmann |
| 6.      | 4 marca   | 2006 | Québec      | Supergigant | 1:11,81 min | +0,37 s | Michael Sablatnik    |
| DNF1    | 5 marca   | 2006 | Québec      | Slalom      | 1:32,98 min | –       | Mikkel Bjørge        |
| 23.     | 6 marca   | 2006 | Québec      | Gigant      | 2:20,50 min | +4,19 s | Stefan Guay          |
| 2.      | 6 marca   | 2007 | Altenmarkt  | Zjazd       | 1:38,41 min | +0,44 s | Beat Feuz            |
| 5.      | 8 marca   | 2007 | Altenmarkt  | Supergigant | 1:07,77 min | +0,55 s | Beat Feuz            |
| 3.      | 9 marca   | 2007 | Altenmarkt  | Gigant      | 2:14,01 min | +1,16 s | Marcel Hirscher      |
| DNF1    | 10 marca  | 2007 | Altenmarkt  | Slalom      | 1:49,45 min | -       | Matic Skube          |
| 4.      | 26 lutego | 2008 | Formigal    | Zjazd       | 1:45,31 min | +0,41 s | Hagen Patscheider    |
| 10.     | 27 lutego | 2008 | Formigal    | Slalom      | 1:29,68 min | +2,12 s | Marcel Hirscher      |
| DNF     | 28 lutego | 2008 | Formigal    | Supergigant | 1:21,02 min | -       | Andreas Sander       |
| 3.      | 29 lutego | 2008 | Formigal    | Gigant      | 1:57,00 min | +1,19 s | Marcel Hirscher      |
| 1.      | 29 lutego | 2008 | Formigal    | Kombinacja  | 28,63 pkt   | -       | -                    |

### Puchar Świata

#### Miejsca w klasyfikacji generalnej
- sezon 2008/2009: 145.
- sezon 2010/2011: 63.
- sezon 2011/2012: 65.
- sezon 2012/2013: 79.
- sezon 2013/2014: 47.
- sezon 2014/2015: 73.
- sezon 2016/2017: 32.
- sezon 2017/2018: 27.
- sezon 2018/2019: 29.

#### Miejsca na podium
1. Garmisch-Partenkirchen – 29 stycznia 2017 (gigant) – 2. miejsce
2. Kranjska Gora – 4 marca 2017 (gigant) – 3. miejsce
3. Alta Badia – 18 grudnia 2017 (gigant równoległy) – 1. miejsce
4. Val d’Isère – 8 grudnia 2018 (gigant) – 3. miejsce